# اتولگاما
اتولگاما (به لاتین: Etulgama) یک منطقهٔ مسکونی در سری‌لانکا است که در استان مرکزی (سری‌لانکا) واقع شده‌است.